# Greg Zuerlein (Footballspieler)
Greg Zuerlein (geboren am 27. Dezember 1987 in Lincoln, Nebraska) ist ein US-amerikanischer American-Football-Spieler auf der Position des Kickers. Er spielte College Football für die University of Nebraska Omaha und die Missouri Western State University und steht bei den New York Jets in der National Football League (NFL) unter Vertrag. Von 2012 bis 2019 spielte er für die St. Louis/Los Angeles Rams.

## High School und College
Zuerlein besuchte die Pius X High School in Lincoln, Nebraska, die er 2006 abschloss. Nachdem er auch überlegt hatte, am College Fußball zu spielen, entschied er sich nach einem Stipendienangebot der University of Nebraska Omaha für College Football in der zweitklassigen NCAA Division II. Dort spielte er für drei Jahre, bis er 2010 wegen einer Hüftverletzung pausieren musste. Da Omaha gleichzeitig das Footballprogramm einstellte, wechselte Zuerlein auf die ebenfalls zweitklassige Missouri Western State University, wobei er mit 21 verwandelten Field Goals in Folge einen Rekord für die Division II aufstellte. Zudem verwandelte er zwei Field Goals aus 58 Yards Entfernung.

## NFL
Im NFL Draft 2012 wurde Zuerlein in der sechsten Runde als insgesamt 171. Spieler von den St. Louis Rams ausgewählt und ersetzte dort Josh Brown, dessen Vertrag auslief.
In der 3. Woche der Saison 2012 erzielte er bei den Chicago Bears ein erfolgreiches Field Goal aus 56 Yards Entfernung, das bis dahin längste Field Goal im Soldier Field. Eine Woche später brach er beim Heimsieg gegen die Seattle Seahawks mit einem Field Goal aus 58 Yards im ersten Quarter den 14 Jahre alten Franchise-Rekord von Jeff Wilkins für das längste Field Goal der Rams aus 57 Yards. Im dritten Quarter verwandelte er aus 60 Yards und brach den Rekord damit erneut.
In der Saison 2015 traf er gegen die Minnesota Vikings aus 61 Yards.

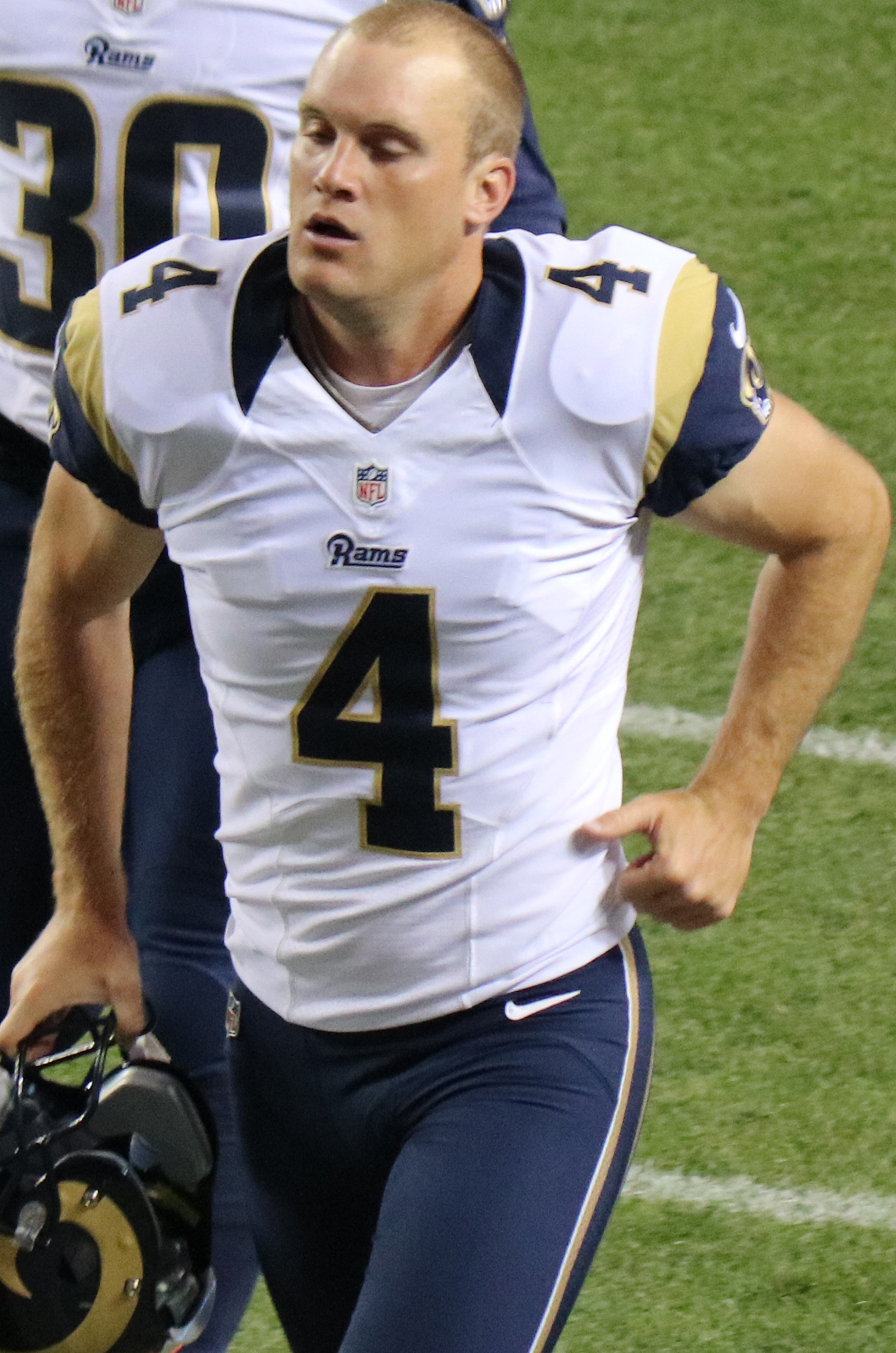
Greg Zuerlein (2016)

Nachdem sein Vertrag 2015 ausgelaufen war, nahmen ihn die Rams, die in dieser Saison von St. Louis nach Los Angeles umzogen, im April 2016 für ein weiteres Jahr unter Vertrag. Nachdem er 2015 eine eher schwache Saison gespielt hatte, verbesserte er sich 2016 deutlich und erhielt nach der Saison einen Dreijahresvertrag.
In Woche 4 der Saison 2017 verwandelte Zuerlein gegen die Dallas Cowboys sieben Field Goals in einer Partie und stellte damit einen weiteren Franchise-Rekord auf. Am 19. Dezember 2017 wurde er erstmals für den Pro Bowl nominiert. An diesem konnte er allerdings wegen einer Verletzung nicht teilnehmen.
Im NFC Championship Game 2018 bei den New Orleans Saints glich Zuerlein mit einem Field Goal aus 48 Yards Entfernung kurz vor Schluss aus und verwandelte in der Overtime ein Field Goal aus 57 Yards, wodurch die Los Angeles Rams in den Super Bowl LIII einzogen, den sie mit 3:13 gegen die New England Patriots verloren.
Zur Saison 2020 einigte sich Zuerlein auf einen Dreijahresvertrag mit den Dallas Cowboys. Am zweiten Spieltag der Saison 2021 verwandelte Zuerlein mit dem Auslaufen der Uhr ein 56-Yards-Field-Goal, durch das die Cowboys die Los Angeles Chargers mit 20:17 besiegten. Nach der Saison 2021 entließen die Cowboys Zuerlein.
Daraufhin wurde er am 26. März 2022 von den New York Jets unter Vertrag genommen. Bei den Jets setzte er sich in der Saisonvorbereitung im Duell mit Eddy Piñeiro um die Position des Kickers durch. Am 16. März 2023 verlängerte Zuerlein seinen Vertrag bei den New York Jets um ein weiteres Jahr. Am fünften Spieltag der Saison 2023 wurde Zuerlein als AFC Special Teams Player of the Week ausgezeichnet, als er beim 31:21-Sieg über die Denver Broncos alle fünf Field-Goal-Versuche und beide Extrapunkte verwandelte. Im März 2024 unterschrieb Zuerlein einen neuen Zweijahresvertrag im Wert von 8,4 Millionen US-Dollar bei den Jets.